# فرديناند تونيز

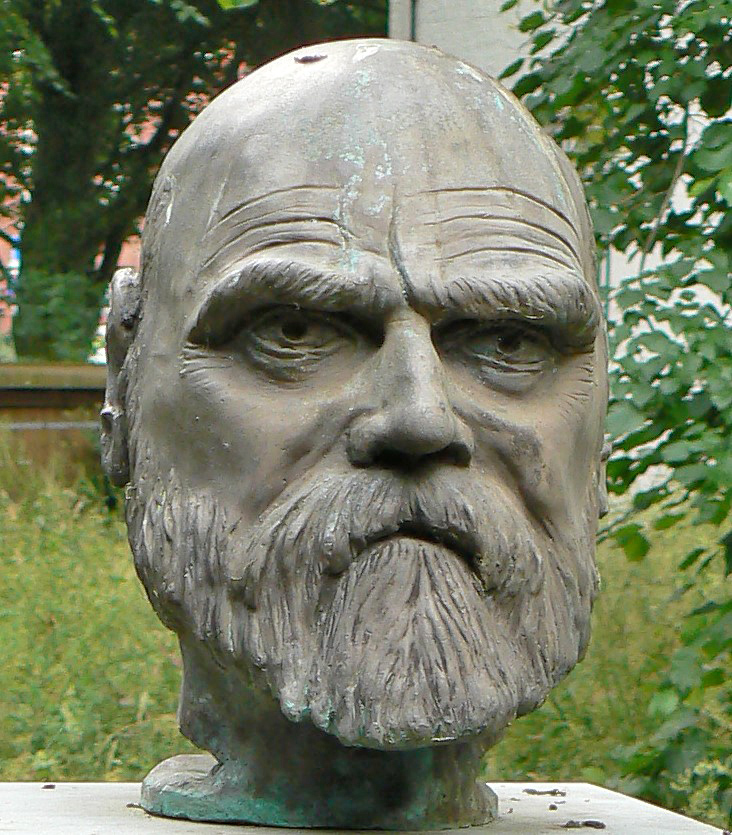
تمثال نصفي لفرديناند تونيز

فرديناند تونيز (بالألمانية: Ferdinand Tönnies) (26 يوليو 1855 - 9 إبريل 1936) عالم اجتماع ألماني، كان أحد المساهمين الرئيسيين في إرساء النظرية الاجتماعية والدراسات الميدانية. اشتهر تونيز بتمييز بين نوعين من الفئات الاجتماعية وهي المجتمعات العامة والجماعات المحلية. كما شارك في تأسيس الجمعية الألمانية لعلم الاجتماع، وتولى رئاستها بين عامي 1909-1933، عندما أطاح به النازيين.
ويعتبر تونيز المؤسس الحقيقي لعلم الاجتماع في ألمانيا المعاصرة، وقد ألف كتبًا في علم الاجتماع منها كتاب «الجماعة المحلية والمجتمع العام» وقسم علم الاجتماع إلى ثلاث فروع:
1. علم الاجتماع النظري: وهو دراسة الحقائق الاجتماعية المجردة.
2. علم الاجتماع التطبيقي: وهو دراسة العمليات المؤدية إلى التطور الاجتماعي.
3. علم الاجتماع التجريبي: وهو استخدام الحقائق النظرية في الدراسات البيئية.

هدف تونيز نظرياته، لفهم المعنى الحقيقي لكل من المدرسة العقلية والنظريات التاريخية. عرّف تونيز عن الإرادة العاطفية بـ«الإرادة الإنسانية النابعة تلقائيًا من الطبيعة البشرية»، أما الإرادة العقلية فهي «الإرادة التي تظهر في استجابة لحاجات المجتمع»، والإرادة العقلية التحكيمية هي «التي تعمل على إنشاء الوحدات الاجتماعية».
كما قسم تونيز العلاقات الاجتماعية إلى قسمين «علاقات إيجابية وعلاقات سلبية». والتجمع البشري إلى «جماعة محلية» كتوظيف للإرادة العاطفية، و«مجتمع عام» كتوظيف للإرادة العقلية التحكيمية.

## السيرة الذاتية

### النشأة
وُلد فرديناند تونيز في 26 يوليو 1855 في هاوبارغ «دي ريب» في بلدة أولدنزفورت على شبه جزيرة آيدرشتد، في دوقية شلسفيغ (تحت الحكم الدنماركي آنذاك) لدى عائلة مزارعة ثرية من فريزيا الشمالية. يُعتبر تونيز عالم الاجتماع الوحيد من جيله الذي ينحدر من الريف. كان الابن الثالث لوالده أوغست فرديناند تونيز (1822–1883)، الذي كان زعيم كنسي ومزارع، ووالدته إيدا فريديريكا (لقبها قبل الزواج: ماو، 1826–1915) المنحدرة من عائلة لاهوتية من هولشتاين الشرقية. ينتمي والده المُزارع الناجح ومربي الماشية إلى أصول فريزية، بينما تعود جذور أمه إلى سلالة من رجال الدين اللوثريين. رُزق الزوجان بسبعة أطفال: أربعة أبناء وثلاث بنات. حصل تونيز على اسمَي التعميد فرديناند يوليوس في يوم ولادته، ثم انتقلت العائلة إلى مدينة هوسوم المطلة على بحر الشمال بعد تقاعد والده في عام (1864).

### التعليم والحياة الأكاديمية
التحق فرديناند تونيز بجامعة ستراسبورغ بعد تخرجه من المدرسة الثانوية عام 1872. استغل فترة دراسته للسفر والاطلاع، متنقلًا بين جامعات عديدة مثل ينا، وبون، ولايبزيغ، وبرلين، وتوبنغن. حصل على درجة الدكتوراه في فقه اللغة من جامعة توبنغن بعمر 22 عامًا (عام 1877)، حيث قدّم أطروحة باللغة اللاتينية حول «الواحة السيوية القديمة». لكنّ اهتماماته الرئيسية تحوّلت بحلول ذلك الوقت إلى الفلسفة السياسية والقضايا الاجتماعية. سافر إلى لندن بعد إكمال أبحاث ما بعد الدكتوراه في جامعة برلين، من أجل دراسة أعمال توماس هوبز، المُفكر السياسي الإنجليزي في القرن السابع عشر. نال تونيز لقب «برايفاتدوزنت» (محاضر خاص) في الفلسفة من جامعة كيل عام 1881، بعد تقديم مسودة كتابه الشهير «الجماعة والمجتمع» (Gemeinschaft und Gesellschaft) كأطروحة تأهيل أكاديمي. شغل هذا المنصب في جامعة كيل لمدة ثلاث سنوات فقط.
اعتبرته الحكومة البروسية المحافظة «اشتراكيًا ديمقراطيًا» نظرًا لتأييده إضراب عمال موانئ هامبورغ عام 1896، لذا لم يُمنح منصب كرسي الأستاذية حتى عام 1913. عاد إلى كيل عام 1921 كأستاذ فخري، حيث تولى تدريس علم الاجتماع حتى عام 1933، إذ أُقصي من منصبه حينها من قبل النازيين بسبب انتقاداته السابقة لهم ودعمه لحزب الاشتراكي الديمقراطي. بقي في عزلة في منزله في كيل حتى وفاته عام 1936.

### المساهمات السوسيولوجية
أسهمت العديد من كتابات تونيز النظرية في تعميق علم الاجتماع الخالص، بما في ذلك عمله الشهير «الجماعة والمجتمع» (Gemeinschaft und Gesellschaft) الذي نُشر عام 1887. كما صاغ مصطلحًا ميتافيزيقيًا هو «المذهب الإرادي» (Voluntarism). تركّزت إسهاماته أيضًا في دراسة التغيير الاجتماعي، لا سيما في مجالات الرأي العام، والعادات، والتكنولوجيا، والجريمة، والانتحار. بالإضافة إلى ذلك، أبدى اهتمامًا كبيرًا بالمنهجية البحثية، خاصة الإحصاء، حيث طوّر تقنية خاصة بالربط الإحصائي في الأبحاث السوسيولوجية. بعد نشر كتاب «الجماعة والمجتمع»، توجّه تونيز إلى تحليل جوانب الحياة الاجتماعية مثل الأخلاق، والتقاليد الشعبية، والرأي العام. مع ذلك، يظل أشهر أعماله مرتبطًا بمفهومَيْ «الجماعة والمجتمع»، إذ طبّق أعماله اللاحقة هذه المفاهيم على مختلف مظاهر الحياة الاجتماعية.

## الجماعة والمجتمع
ميّز تونيز بين نوعين من التجمّعات الاجتماعية:
- «الجماعة» (Gemeinschaft) — تُترجم غالبًا «المجتمع المحلي» أو تُترك دون ترجمة — تشير إلى مجموعات قائمة على مشاعر التماسك والروابط المتبادلة، حيث تُعتبر هذه الروابط هدفًا بحد ذاتها، ويُعد الأفراد وسائل لتحقيق هذا الهدف.
- «المجتمع» (Gesellschaft)— تُترجم عادةً «المجتمع» — تُشير إلى تجمّعات تُحافظ على وجودها من خلال كونها أداة لتحقيق أهداف أعضائها الفردية.

يُحافظ على التوازن في «الجماعة» عبر آليات مثل الضبط الاجتماعي، والأخلاق، والامتثال للعرف، والإقصاء، بينما يعتمد «المجتمع» على الشرطة، القوانين، المحاكم، والسجون لضمان استقراره. تعتبر جماعات الآميش والحسيديم اليهودية أمثلة على «الجماعة» أما «المجتمع» فتشكل الدول نموذجًا مناسبًا. تكون القواعد في الجماعة ضمنية وغير مكتوبة، بينما يتميز «المجتمع» بقوانين صريحة ومُدوّنة.
يمكن توضيح مفهوم «الجماعة» (Gemeinschaft) تاريخيًا من خلال أمثلة مثل الأسرة أو الحي السكني في المجتمع الريفي ما قبل الحداثة، بينما يُجسّد مفهوم «المجتمع» (Gesellschaft) هياكل مثل الشركات المساهمة أو الدولة في المجتمع الحديث (أي المجتمع الذي عاش فيه تونيز). نشأت علاقات المجتمع في البيئات الحضرية والرأسمالية، التي اتسمت بالفردية والروابط المالية غير الشخصية بين الأفراد. أصبحت الروابط الاجتماعية في هذا النموذج وسيلية وسطحية، حيث سادت المصلحة الذاتية والاستغلال كقاعدة عامة. من أمثلة هذا النمط، الشركات والدول والجمعيات التطوعية. وفي كتابه «تصنيف علم الاجتماع»، ميّز تونيز بين ثلاثة فروع للسوسيولوجيا: علم الاجتماع النظري أو الخالص، وعلم الاجتماع التطبيقي، وعلم الاجتماع التجريبي.
يستند تمييز تونيز بين التجمّعات الاجتماعية إلى افتراض وجود شكلَين أساسيَين فقط لإرادة الفرد في قبول الآخرين. بالنسبة له، هذا القبول ليس أمرًا مفروغًا منه؛ إذ تأثر بشدة بأفكار «توماس هوبز» وفقًا لمفهوم «الإرادة الجوهرية»، إذ يرى الفرد نفسه وسيلة لخدمة أهداف المجموعة الاجتماعية، وهي غالبًا قوة كامنة لا واعية. تُسمى التجمّعات القائمة على هذه الإرادة «الجماعة». أما «الإرادة التعاقدية» فتعني اعتبار الفرد التجمّع الاجتماعي أداة لتحقيق أهدافه الفردية، مما يجعلها إرادة هادفة ومستقبلية التوجّه. تُسمى التجمّعات الناشئة عن هذه الإرادة «المجتمع». بينما يكون الانتماء إلى «الجماعة» مُرضيًا بحد ذاته، يُعد الانضمام إلى «المجتمع» وسيلة لتحقيق المنفعة الشخصية.
من الناحية النظرية (علم الاجتماع الخالص)، يجب الفصل تمامًا بين هذين النمطين المثاليَّين للإرادة. أما عمليًا (علم الاجتماع التطبيقي)، فإنهما يمتزجان دائمًا في الواقع التجريبي.
القطبية الجنسية في «الجماعة والمجتمع»
ما يُغفَل غالبًا عند مناقشة أعمال تونيز هو استخدامه المتكرر لمفاهيم النوع الاجتماعي لتوضيح أفكاره الرئيسية. فمفاهيم (الإرادة الجوهرية - الإرادة التعسفية)، و(الجماعة – المجتمع)، تُصوَّر جميعًا عبر ثنائية الأنثوي/الذكوري. تعتبر «الجماعة» مثلًا أنثوية الطابع: «الأبدي الأنثوي»، إذ تُشكّل الأمومة أساس كل أشكال التعايش المشترك. بينما الإرادة الجوهرية أنثوية أيضًا، في حين أن المجتمع والإرادة التعسفية ذكورية.
تبدو نظرية تونيز حبيسة الرؤية القرن التاسع عشرية التي تُخصّص العالم العام للذكور، وتُهمّش النساء في المجال الخاص، حيث تربط بين ثلاثية: الجماعة/المنزل/المرأة في مقابل ثلاثية: المجتمع/السوق/الرجل.
وجهات النظر حول الأسرة
ادّعى تونيز أن تفكك الحياة الأسرية قد أفسد نسيج المجتمع الحديث في مقاله المنشور عام 1893 بعنوان «خمس عشرة أطروحة لإحياء الحياة الأسرية». رأى أن إحياء قيم «الجماعة» في العصر الحديث يتطلب تعزيز الروابط العائلية وإطالة أمدها.
يعزو تونيز اندثار الأسرة إلى الرأسمالية الحديثة وتداعياتها: كتدني الأجور، وساعات العمل المفرطة للرجال والنساء على حد سواء، وظروف المعيشة المزرية. واعتبر ضرورة إحياء الحياة الأسرية لكونها حجر الأساس لكل ثقافة وقيم أخلاقية. وفي هذا الصدد، قدّم حلين يتمحوران حول فكرة تكوين اتحادات تُكرّس جهودها لتعزيز ما أسماه «روح الأسرة».
الحلان المقترحان
1. يتضمن تجمُّع عائلات مترابطة عضويًا لتعزيز الحياة الأسرية عبر الحفاظ على الوثائق العائلية، والمراسلة المنتظمة، والالتقاء في مناسبات عائلية، ومساعدة بعضهم البعض عبر تجميع الموارد. سيُقام صندوق عائلي لدعم من يواجهون صعوبات مادية أو يحتاجون تمويلًا لاكتساب مهارات خاصة.
2. يجمع بين عائلات غير مرتبطة بصلات قرابة، ويهدف إلى تبني نمط حياة بسيط وصحي، وأساليب تفاعل اجتماعي أكثر عقلانية، وفهم أعمق للفكر الذكوري والأنثوي. ستتكون المجموعات من 3-5 عائلات تعيش معًا في مسكن مشترك، تمارس الشراء التعاوني، وتتشارك المنتجات. قد تندمج هذه المجموعات لاحقًا لتعزيز قوتها الاقتصادية والأخلاقية.

## روابط خارجية
- فرديناند تونيز على موقع الموسوعة البريطانية (الإنجليزية)
- فرديناند تونيز على موقع الموسوعة البريطانية (الإنجليزية)